# استان ساباراگامووا
استان ساباراگامووا (සබරගමුව පළාත) از استان‌های کشور سری‌لانکا است. نام این استان به قبیله بومی سابارا اشاره دارد که شکارچی-گردآور هستند.
جمعیت این استان ۱٬۹۱۸٬۸۸۰ نفر و مرکز آن شهر راتناپورا است.